# 팻두
팻두 (FatDoo, 본명 : 이두환, 1982년 12월 16일 ~ )는 대한민국의 래퍼이다. 현재 DS Connexion의 멤버이기도 하나, 솔로 활동이 더 두드러지고 있다. 2006년 처음 솔로 앨범을 발표한 이후 독자적인 스토리텔링 형식을 구축, 다른 뮤지션과는 차별화된 음악을 하고 있으며 그만큼 논란에 서기도 하는 뮤지션이다.
살고 싶은 새와 죽고 싶은 비행사에 스윙스가 참여해서 곡을 쓰레기로 만들었다
브라운 슈가, 타이미, 아웃사이더, 매슬로, 저스디스, 지코와 친하다

## 역사

### 팀 활동, 그리고 솔로 데뷔
팻두는 친구의 소개로 와디와 만나 음악 작업을 시작하였으며, 대학에서 면을 만나면서 2001년 DS Connexion을 결성하기에 이르렀다. DS Connexion은 2002년 영화 OST에 참여하면서 공식 데뷔, 특유의 자유 분방한 스타일로 2005년 첫 앨범을 낸 후부터 쭉 인지도를 늘려왔으며, 2007년 6월 두 번째 앨범을 발표하였다.
이 두 앨범 발표 사이인 2006년 그는 첫 솔로 앨범 《내 심장이 담긴 일기장》을 발표하는데, 그의 짝사랑 경험이 담겨있다고 하는 이 앨범은 몹시 거친 욕과 직설적인 내용으로 당시 디지에 버금가는 강한 앨범이라는 평과 거부감만 일으킨다는 평으로 극과 극으로 나뉜 반응을 이끌어냈다. 또 이 앨범에서 그는 앨범 전체를 이야기 하나로 묶어, 트랙을 넘어갈수록 기승전결의 구조를 거치면서 이야기가 진행되는 특이한 구조를 처음 정립하였다. 한편 그는 다음 UCC 광고에 출연하기도 하였다.

### 《토끼와 잉어》, 그리고 그 이후
2007년 DS Connexion의 두 번째 앨범 활동이 끝난 후 얼마 되지 않아 그는 두 번째 솔로 앨범인 《토끼와 잉어 + 내 삶과 죽음이 담긴 일기장》를 발표하였다. 이 앨범은 전작과 마찬가지로 트랙의 진행과 함께 이야기도 진행되는 구조로 만들어졌으며, 호수에 살던 잉어와 숲속에 살던 토끼의 '러브 스토리'를 다룬 토끼와 잉어, 그리고 주인공인 팻두가 누군가에게 죽임을 당했다가 말티즈로 환생을 하는 이야기인 내 삶과 죽음이 담긴 일기장으로 나뉘어 있었다. 동화 같지만 기발하고 종잡을 수 없는 이야기 주제 선택과 새로운 형식의 앨범에 곧 환호하는 사람들이 생겨났으며, 팻두는 이때부터 굳은 매니아층을 확보하기 시작하였다.
이후 그는 왕성한 작업욕을 보여 2008년 말 3집, 2009년 말 4집을 발표하였으며, DS Connexion의 멤버라는 것 자체보다도 솔로 아티스트로써의 인지도가 더 커져갔다. 작업이 거듭되면서 평범한 힙합 트랙도 만들었지만, 스토리텔링 곡들은 소재가 갈수록 독특해져 〈여친 토막 살인〉, 〈딸을 만지는 아버지〉 같은 "비정상"적인 주제에도 접근하기 시작하였다. 스토리텔링 곡은 이야기의 소재의 참신함은 있었으나 여타 플로우와 라임에서 호평을 받지 못하였고, 점차 그의 스타일을 힙합의 관점에서 보았을 때 그저 괴상하기만 하고 쓸모없는 것으로 바라보는 안티팬들도 늘어나기 시작하였다. 그럼에도 그의 작업열은 멈춤이 없어, 2010년 들어서는 STi, 히나인, 1sagain 등 여러 아티스트와 콜라보를 통해 만든 싱글 및 앨범을 발표하기도 하였다.
2011년 7월 그의 다섯 번째 앨범 《쿵푸하는 팻두가 담긴 일기장》이 발표되었으며, 2010년 1sagain과의 콜라보로 이어진 뉴런뮤직의 지원으로 완성되었다. 또 STi와의 두 번째 프로젝트인 "킹콩"이 발표 예정되어있으며, 뉴런뮤직과도 미니 앨범을 하나 낼 예정이다. 한편으로 DS Connexion 2집도 더디게 진행 중이라는 소식도 있었는데, 진행 속도가 더딘 이유는 와디가 삼성전자에 취직했기 때문이라는 소식이 2011년 1월 와디의 싱글 보도 자료에서 알려졌다.

### 현재
2011년 12월 발표된 Rhymics의 싱글에서, Deepflow가 팻두를 겨냥한 가사를 써 리스너들 사이에서 팻두의 음악에 대한 논란이 재점화되었다. 팻두는 이에 대해 힙합플레이야 게시판을 통해 자신이 음악을 하게 된 얘기와 5집부터 자신의 음악에 대해 자신감을 가지게 되었다는 얘기, 그리고 언제까지나 자신이 하고 싶은 이야기를 하겠다는 요지의 글과 함께 그동안 논란이 되었던 그의 라임과 "하드코어"한 주제 선택에 대한 답변을 올려 이슈에 대해 대응하였다. 2012년 여름 팻두는 여섯번째 앨범 《인류 최후의 일기장》을 발표하였으며, 이 앨범은 2CD로 제작되었다.
대표곡: 〈증오 - 이 시발년아〉, 〈토끼와 잉어〉, 〈나는 오늘 죽었다〉, 〈파랑새를 죽였다〉, 〈여친 토막 살인〉, 〈45살 C.E.O - 꿈을 파는 가게, 토끼귀 찍찍이 1화〉, 〈내가 너의 오아시스가 되어줄게 4 - 그림자를 사랑한 아기쥐〉, 〈딸을 만지는 아버지〉, 〈공주님〉, 〈망가진 슈퍼맨 Be@rbrick〉, 〈여행을 떠나요 (상하이에서 붕어빵 팔기)〉, 〈제4화 - 쿵푸팻두 (Kungfu Fatdoo)〉, 〈결혼 뒤에 찾아온 첫사랑〉, 〈아이 20화 - 홀로 남은 아이〉, 〈때리는 남자 바보같은 여자〉
2015년 11월 12일 부천의 부인중학교에 와서 강연을 하여 약 1000명의 학생들과 일일이 소통함을 보여주어 랩퍼로서의 모습만이 아닌 교육자의 모습도 엿볼 수 있었다.

## 디스코그래피

### 솔로

#### 앨범
- 2006년 9월 26일 《내 심장이 담긴 일기장》 정규 앨범
- 2008년 2월 20일 《토끼와 잉어 + 내 삶과 죽음이 담긴 일기장》 정규 앨범
- 2008년 3월 26일 FatDoo 2nd + Remix 스페셜 앨범
- 2008년 11월 27일 《지난 후회가 담긴 일기장》 정규 앨범
- 2009년 12월 16일 《신이 적은 운명의 일기장》 정규 앨범
- 2011년 7월 22일 《쿵푸하는 팻두가 담긴 일기장》 정규 앨범
- 2012년 6월 20일 《인류 최후의 일기장》 정규 앨범
- 2013년 5월 10일 《슬프고 무섭고 재밌는 일기장》 정규 앨범
- 2014년 2월 12일 《한 남자와 두 여자의 일기장》 정규 앨범

#### 싱글
- 2010년 3월 22일 《토끼귀 찍찍이 1화》
- 2010년 10월 22일 《그림자를 사랑한 아기쥐》
- 2011년 1월 12일 《팻두(FatDoo)와 청소년 Vol.1》
- 2011년 3월 15일 Be@rbrick in LOVE
- 2011년 5월 4일 《일어나서는 안될 일 제1화》
- 2011년 6월 10일 《공주님》
- 2011년 7월 13일 《여행을 떠나요》
- 2011년 8월 26일 《팻두(FatDoo)와 청소년 Vol.2》
- 2011년 9월 20일 《법을 바꾼 강아지》
- 2011년 11월 4일 《RH- 10th '결혼뒤에 찾아온 첫사랑'》
- 2011년 11월 29일 《팻두(FatDoo)와 청소년 Vol.3》
- 2011년 12월 8일 《꿈을 파는 가게 (X-Mas ver.)》
- 2012년 1월 16일 《아름다운 여자들이 겪는 불이익》
- 2012년 5월 9일 《피터팬♡웬디》
- 2011년 5월 31일 《세상에 일어나서는 안될 일 vol.2 (학교 폭력)》
- 2012년 8월 3일 《팻두를 사랑한 팬, 그 팬을 사랑한 이두환》
- 2012년 8월 16일 《팻두(FatDoo)와 청소년 Vol.4》
- 2012년 9월 21일 《나는 대한민국 고3이다》
- 2012년 11월 8일 《마트에서 산 날개 2 -노인편-》
- 2013년 1월 21일 《유기견 까미》
- 2013년 2월 15일 《정신이 나가서》
- 2013년 3월 28일 《악플러를 찾아가 손가락을 잘랐다》
- 2013년 4월 16일 《팻두(FatDoo)와 청소년 Vol.5》
- 2013년 7월 18일 《한발 늦은 사랑》
- 2013년 8월 26일 《네 인생에서 그 남자가 마지막이 아니길》
- 2013년 9월 30일 《시속 80 km 구간을 시속 60km로 달리다》
- 2013년 10월 29일 《강아지에게 목줄을 달아주세요》
- 2013년 11월 13일 《부엉이남매와 펠리컨의사》
- 2013년 12월 9일 《제주도에도 산타가 오나요》
- 2014년 1월 8일 《세린이와 반지 사러 가는 날》

### 합작 앨범
- 2010년 5월 20일 팻두 & Ideaology 《작은별》 디지털 싱글
- 2010년 9월 6일 팻두 & STi 《동물힙합 Vol.1 코브라의 비애》 디지털 싱글
- 2010년 12월 16일 팻두 & 히나인 《팻두천사와 히나인요정의 이야기나라》 정규 앨범
- 2011년 4월 1일 팻두 & 1sagain Hello Doctor 디지털 싱글
- 2011년 9월 26일 팻두 & 1sagain Hello Doctor 2 디지털 싱글
- 2012년 1월 6일 PS영준 & 팻두 《이별을 앞둔 모든 이들에게》 디지털 싱글
- 2012년 12월 3일 팻두 & 1sagain 《크리스마스엔 생겼으면 좋겠다》 디지털 싱글
- 2013년 12월 16일 팻두 & 오대박 《노약자석》 디지털 싱글

## 프로필[6]
- 본명: 이두환
- 직업: 가수
- 출생: 1982년 12월 16일,
- 성별당사동성
- 별자리: 사수자리
- 띠: 개띠
- 혈액형: A형
- 소속그룹: DS 커넥션
- 소속사: 당사운드[7]
- 취미: 피규어 수집
- 좋아하는 색깔: 무지개색
- 좋아하는 음식: 탕수육, 피자, 초코하임, 제육볶음, 콜라, BBQ
- 좋아하는 동물: 강아지, 고양이, 토끼, 캥거루, 코알라, 도마뱀, 킹콩

## 스타일
팻두의 플로우는 박자에 맞춰 랩을 하다가도, 순간순간 말하는 것처럼 비교적 자유롭게 '달려간다'. 이러한 스타일은 DS Connexion의 데뷔 때만 해도 잘 나타나지 않았으나 점차 그의 개성으로 굳어져 DS Connexion 1.5집 즈음부터는 확연하게 드러난다. 또한 라임 역시 복잡한 단어 대신 기본적인 단어를 사용하여 간단한 수준의 라임을 지키는 정도에 머물러있다.
그의 스타일을 논할 때 가장 특징적인 것은 소재 선택과 이를 풀어나가는 방식이다. 솔로 앨범 1집 때부터 이미 그는 큰 이야기 하나를 앨범 전 트랙을 통해 얘기하는 내러티브 형식을 도입하였으며, 이는 그의 모든 앨범에 잘 나타나있다. 소재는 1집 때는 비교적 "평범한" 주제인 '짝사랑을 하다 무참히 짓밟혀버린 한 남자의 이야기'를 선택하였으나, 2집에서는 '숲속의 토끼와 호수의 잉어가 만나 사랑하게 되고, 토끼는 산신령을 만나 물고기가 되어 잉어와 사귀게 된다' (〈토끼와 잉어〉), '누군가에게 죽임을 당한 나는 염라대왕과의 타협을 통해 말티즈로 환생하고 죽음에 얽힌 비밀을 알게 된다' (〈내 삶과 죽음이 담긴 일기장〉)라는 큰 두 가지의 이야기를 풀어내면서 그의 소재 선택의 참신함이 주목받기 시작하였다. 3집에서는 주인공인 소년이 사랑했지만 떠난 파랑새와 재회했을 때 순간적인 충동에 의해 죽여버리는 이야기가 전개되고, 11번 트랙과 12번 트랙에서 청자의 선택에 따라 파랑새를 살릴 것인지 말 것인지 결정하는, 이때껏 없던 구성이 또다시 적용되었다. 더 나아가 4집은 15명의 등장인물의 에피소드를 서른 다섯 화로 정리하여 트랙을 실은 옴니버스 형식의 앨범이었다. 이 '등장인물'에는 조종사, 회사원, 여고생에서 더 나아가 고양이, 염소 등까지 등장하였다.
이러한 그의 동화적인 상상력은 뮤직비디오로 이어져, 가장 최근에 만들어진 〈쿵푸팻두〉의 뮤직비디오를 비롯해 여러 편의 뮤직비디오가 애니메이션 또는 실사로 제작되었다.

### 비판
이러한 참신함이 그의 매력이었다면, 오히려 그 안에서 진부함을 느낀 이들도 있었다. 이야기의 전개는 늘 자극적이다 못해 괴기하기까지 한 팻두의 이야기는, 어느샌가 늘 누군가 죽고 살아나고의 수준에 머물러있다는 평이 있었다. 또한, 이야기가 진행되면서 중간중간 그가 넣는 뜬금 없는 이야기들도 몰입을 방해한다는 지적이 있었다.
5분, 당장이라도 죽을지 모른다는 공포감에 덜덜덜 떨면서 뛰어 갔었다는/나뭇가지가 이렇게 날카로웠나 아오 비었다/스칠때 마다 볼과 팔에는 핏방울이 튀었다/아오 머야? 쥐덫 신발을 벗었다/급히 나오느라 양말도 안 신었는데 좆됐다/아 누가 이런곳에 소주병을 취사금지 안보이니/아 나 지금 머 밟았어 아 시발 진짜— 팻두 〈붉은새의 복수〉 중

또한 〈여친 토막 살인〉처럼 거부감이 이는 주제 선택도 문제가 되었다.
그들은 얌얌얌 쳐먹던걸 멈추고 날 봤어/피묻은 입이 귀엽던걸/아오 저 수많은 징그러운 눈깔들을 식칼로 오려내 요플레처럼 퍼먹고 싶어 숟갈로/그리고 그들은 칼보다 날카로운 손톱으로 내 배를 갈랐어— 팻두 〈[12화] 12살 아이 - 인체 해부〉 중

한편으로, 음악적인 요소보다 오로지 이야기에만 집중하는 듯한 그의 태도는 많은 리스너들 사이에서 문제가 되어왔다. 힙합이라면 청자를 고려하여 매력적인 라임과 플로우로 승부해야하는데, 그런 것을 포기하고 독특한 (게다가 거부감 이는) 소재만 찾아다닌다는 것이었다. 이러한 비판은 5집까지 오면서 점차 사라지고 있는 추세이지만, 여전히 그의 랩이 음악적으로 모든 사람들을 설득시키기에는 부족하다는 것이 대개의 의견이다.
이러한 비판은 디스곡의 형태로도 나타난 적이 있는데, 2011년 말 Deepflow가 Rhymics의 〈숨어 Remix〉에 참여한 랩구절에서 "좆같은 스토리텔링. 랩 이솝우화/yo fat mother fucker 쟬 왜 걍 냅뒀어 누가?"라고 공격하였다. 이에 대한 팻두의 반응은 2013년 8월 발표된 〈컨트롤〉에 "상구한테 까인거 진짜 아무렇지도 않아/화가 나야 까든가 칼을 척추에 꽂든가 하지 시발놈들아/그냥 좋아하는 랩퍼였는데.. 맘이 조금 아파/그냥 생각 자체가 다른걸 어째/상구 가사에 써 있지 뻑킹 랩 이솝우화래/근데 어떻게.. 어젯밤 내 일기장엔 내 꿈이 써있네/제 꿈은 랩 이솝우화예요"라는 식으로 드러나있다.

## 이름
- 팻두는 그의 예명으로 영어로 FatDoo라고 표기하며, '뚱뚱한'의 뜻을 가진 Fat과 본명인 이두환의 '두'를 합친 것으로 보인다. 초기에는 "빼뚜"라는 표기도 가끔 쓰였다